# The Proximity Effect
The Proximity Effect is het tweede studioalbum van de Amerikaanse band Nada Surf. Het album werd al in 1998 in Europa uitgebracht, maar kwam door een conflict met platenlabel Elektra Records pas in 2000 in de Verenigde Staten uit. De bekendste nummers van het album zijn Hyperspace en Amateur.
Het album is favoriet bij veel fans van de band. De opnames van de plaat zijn betaald door Elektra Records, het label waar de band op dat moment onder contract stond. Omdat de opnames volgens het label geen radiovriendelijke single zou bevatten, werd de band gevraagd een hit te schrijven. Nada Surf weigerde echter toe te geven aan deze wens. Ten tijde van deze gebeurtenissen was het album al uitgebracht in Europa, waar de band op tour was ter promotie van het album. Tijdens deze tour ontbond Elektra het contract met de band. Na een lange strijd om de rechten van het album, bracht Nada Surf het in 2000 uit in de Verenigde Staten, op het eigen MarDev-label.

## Tracklist (originele uitgave, 1998)
1. Hyperspace
2. Amateur
3. Why Are You So Mean To Me?
4. Mother's Day
5. Troublemaker
6. 80 Windows
7. Bacardi
8. Bad Best Friend
9. Dispossession
10. The Voices
11. Firecracker
12. Slow Down
13. Robot
14. Black and White

## Tracklist (heruitgave, 2000)
1. Hyperspace
2. Amateur
3. 80 Windows
4. Mother's Day
5. Troublemaker
6. Bacardi
7. Bad Best Friend
8. Dispossession
9. The Voices
10. Firecracker
11. Slow Down
12. Robot
13. Silent Fighting (bonustrack)
14. Spooky (bonustrack)